# Leiocephalus partitus
Leiocephalus partitus (гуаніцька ігуана-крутихвіст) — викопний вид ігуаноподібних ящірок родини Leiocephalidae, який був ендеміком Пуерто-Рико.

## Поширення і екологія
Гуаніцька ігуана-крутихвіст відома за викопними рештками, знайденими в печері Гуаніка в муніципалітеті Гуаянілья. Цей вид вимер у голоцені.